# Maximilian von Egmond

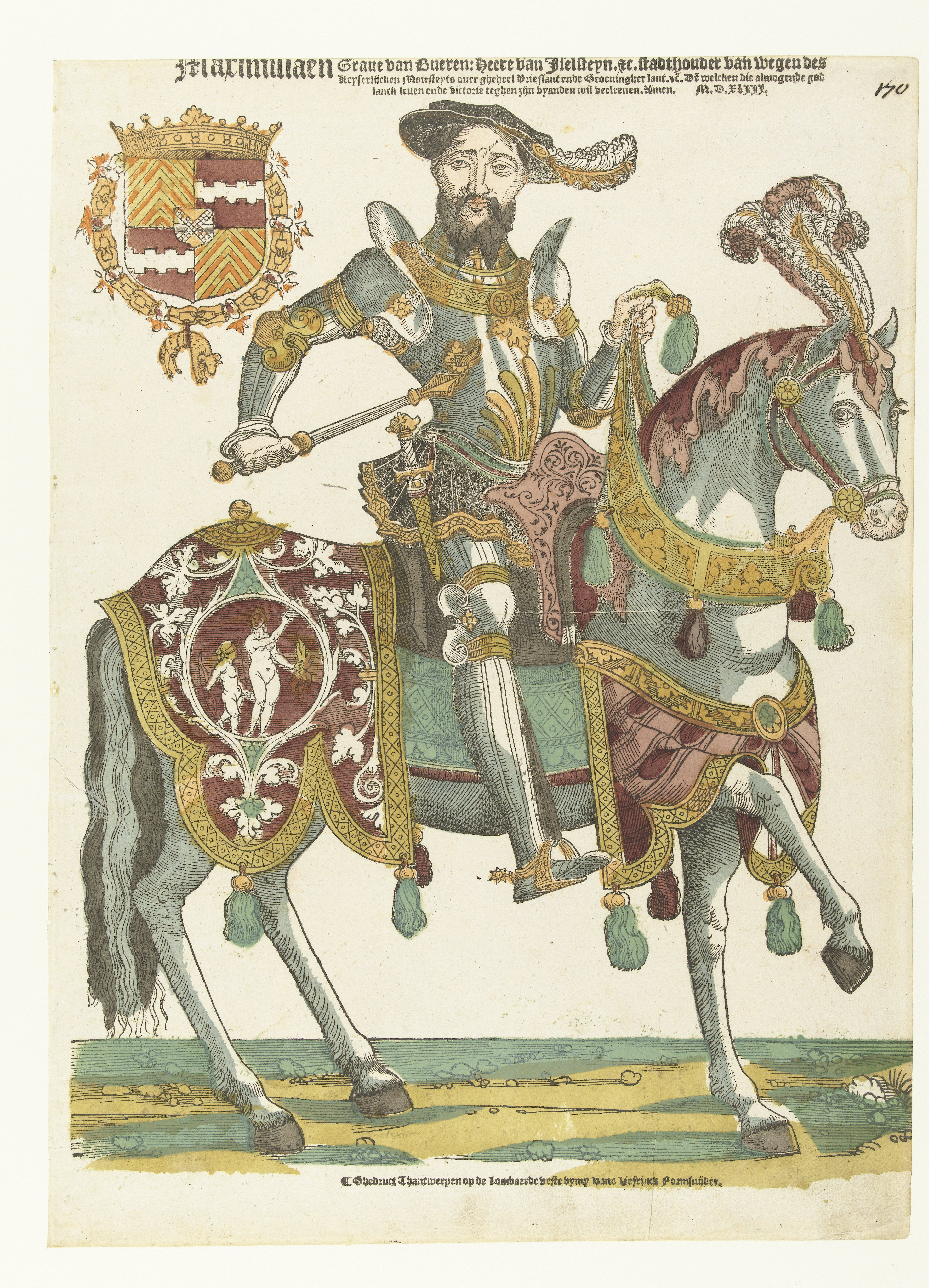

Maximilian von Egmond, Graf von Buren, Leerdam und Lingen, Baron und Herr von Eindhoven, IJsselstein, Jaarsveld, Sint-Maartensdijk und Cranendonck (* um 1500; † 24. Dezember 1548 in Brüssel) war ein Mitglied des Hauses Egmond, sowie ein niederländischer General, Statthalter von Friesland, Groningen und Overijssel und 1540 Kapitän-General der Niederlande.

## Leben
Maximilian war Sohn von Floris van Egmond und Margaret von Glymes-Bergen. Von früher Jugend an stand er im Gefolge seines Landesherrn aus dem burgundisch und österreichisch Haus Habsburg. Er hatte an diversen Unternehmungen von Kaiser Karls V. teilgenommen. 1531 wurde er in den Orden vom Goldenen Vlies gewählt. Egomonds rechtzeitiges Eintreffen mit einer Hilfsarmee aus den Niederlanden auf dem Kriegsschauplatze 1546 entschied den Schmalkaldischen Krieg zugunsten des Kaisers. Er hatte den Namen eines der besten Feldherren seiner Zeit und starb frühzeitig an einer Krankheit.
Als Egmond von seinem Leibarzt Vesalius die Annäherung seines Todes erfuhr, ließ er sich in voller Rüstung auf seinen Stuhl setzen, um, von seinen Offizieren umgeben, die Seele auszuhauchen.

## Familie
Maximilian von Egmond heiratete 1519 Françoise de Lannoy. Seine einzige Tochter, die 1533 geborene Anna, heiratete Wilhelm von Oranien und war die Mutter des unglücklichen Philipp Wilhelm, des nach Spanien geführten Grafen von Büren und nachherigen Prinzen von Oranien.